# 首 (1968年の映画)
『首』（くび）は、1968年6月8日に公開された日本映画。製作、配給は東宝。併映は東京映画作品『日本の青春』（原作：遠藤周作。主演：藤田まこと。監督：小林正樹）。

## 概要
弁護士・正木ひろしの著書『弁護士』を原作として、1944年に発生した首なし事件を描いた作品である。
この時期では珍しいモノクロ・スタンダード作品。
長年にわたりソフト化されていなかったが、2023年9月20日にDVDが発売された。

## スタッフ
- 原作：正木ひろし『弁護士』
- 脚本：橋本忍
- 音楽：佐藤勝
- 撮影：中井朝一
- 美術：阿久根巌
- 録音：矢野口文雄
- 照明：森弘充
- 編集：岩下広一
- スチール：中尾孝
- 製作：田中友幸
- 監督：森谷司郎

## キャスト
- 正木ひろし：小林桂樹
- 吉田弁護士：古山桂治
- 山口助手：鈴木良俊
- 滝田静江：南風洋子
- 岸本正治：下川辰平
- 奥村登：宇留木康二
- 同進：鈴木治夫
- 石橋（鉱夫）：小川安三
- 河内（鉱夫）：加藤茂雄
- 宮崎三郎：北竜二
- 浜謄写店の細君：辻伊万里
- 秋山検事正：灰地順
- 橋岡次席検事：館敬介
- 青倉村駐在巡査：木崎豊
- 里見巡査部長：渋谷英男
- 大崎署の警官：権藤幸彦
- 堀本医師：池田生二
- 堀本の妻：小沢憬子
- 川島運送社長：寄山弘
- 蒼竜寺の住職：榊田敬二
- 田代検事：神山繁
- 司法省刑事課長：加藤和夫
- 室田（水戸の医師）：大滝秀治
- 野村（印刷所社長）：今福正雄
- 中原（東京大学雇員）：大久保正信
- 高林浩三：清水将夫
- 花井（東京大学助教授）：飯沼慧
- 南（東京大学教授）：三津田健
- 福畑（東京大学教授）：佐々木孝丸